# Scindapsus mamilliferus
Scindapsus mamilliferus  Alderw. – gatunek wieloletnich, wiecznie zielonych pnączy z rodziny obrazkowatych, pochodzących z Borneo.